# Greatest Hits Volume 16
Greatest Hits Volume 16 – nazwa ósmego albumu amerykańskiego zespołu The Donnas.

## Lista utworów
1. "Get Off"
2. "Perfect Stranger"
3. "We Own the Night" (niewydana strona B Bitchin’)
4. "She’s Out of Control" (niewydana strona B Bitchin’)
5. "Take It Off" (koncertowy)
6. "Fall Behind Me" (koncertowy)
7. "Get You Alone" (wersja 2009)
8. "Play My Game" (remiks)
9. "You Make Me Hot" (wersja 2009)
10. "Get Rid of That Girl" (wersja 2009)
11. "Hey I’m Gonna Be Your Girl" (wersja alternatywna)
12. "I Wanna be With a Girl Like You" (wersja alternatywna)
13. "I Don’t Want to Go to School" (wersja 2009)
14. "Teenage Rules" (poprzednio niewydany)
15. "Don't Wanna Break Your Head" (poprzednio niewydany)
16. "High School Yum Yum" (wersja 2009)